# Área de Proteção Ambiental da Região do Maracanã
A Área de Proteção Ambiental do Maracanã é uma unidade de conservação, com 1.831 hectares, foi criada pelo Decreto 12.103 de 01 de outubro de 1991 e limita-se ao norte com o Parque Estadual do Bacanga e, ao sul, com o rio Grande. Essa região fica a 18 Km do centro de São Luís e apresenta florestas de galerias entremeadas por igarapés de água doce, terras baixas e formações, colinosas.
Possui típica vegetação de várzea, predominando a juçara (açaí) e o babaçu. A tradicional Festa da Juçara é organizada anualmente no Maracanã.
A fauna apresenta espécies como: juritis, rolinhas e pipiras-azuis.
Abriga as nascentes do rio da Prata, afluente do rio Batatã (que pertence à Bacia Hidrográfica do rio Bacanga), e que contribui para a formação da Represa do Batatã, um dos principais mananciais para o abastecimento urbano da cidade de São Luís. Também é cortada pelo rio Maracanã e pelo rio Grande.
Engloba as localidades do Maracanã, parte da Vila de Maracanã, Vila Sarney, Vila Esperança e Rio Grande. Fica a aproximadamente a 18 Km do centro de São Luís, próximo a BR-135.

## Conservação
Entre 1999 e 2019, foi verificada uma diminuição de  3,71% da área de formação vegetal da unidade de conservação, bem como um aumento de 55,9% na área urbanizada da região. A ausência de um Plano de Manejo dificulta o disciplinamento do processo de ocupação visando a sustentabilidade dos recursos naturais.

## Festa da Juçara
Em São Luís, no bairro do Maracanã, zona rural do município, distante 25 km da capital, é realizada a Festa da Juçara. A ambientalista Rosa Mochel foi grande impulsionadora da festa com alguns moradores do bairro Maracanã e, após sua morte, em 1982, foi dada continuidade ao evento, com a criação da Associação dos Amigos do Parque da Juçara. 
Atualmente, a festa acontece no Parque da Juçara, espaço que funciona o ano todo, mas tem a festa como seu evento principal. São mais de 70 associados, 52 barracas, sendo 33 padronizadas, havendo ainda alguns camelôs associados ou não. A festa como objetivo valorizar a produção da juçara e seus subprodutos, preservando a cultura local, aumentando a renda dos moradores, por meio da comercialização da fruta típica do bairro do Maracanã e adjacências.
Segundo os comerciantes do local, são vendidos em média mais de 10 mil litros da polpa da fruta por dia. A juçara pode ser degustada pura, com açúcar, com camarão seco, com farinha, e vários outros ingredientes a gosto do visitante. Também são realizados shows e programações culturais.